# تومي ماكسويل (لاعب كرة قدم أمريكية)
تومي ماكسويل (بالإنجليزية: Tommy Maxwell)‏ هو لاعب كرة قدم أمريكية أمريكي، ولد في 5 مايو 1947 في هيوستن في الولايات المتحدة.

## وصلات خارجية
- تومي ماكسويل على موقع مرجع كرة القدم المحترفة.كوم (الإنجليزية)